# 陈芳花园

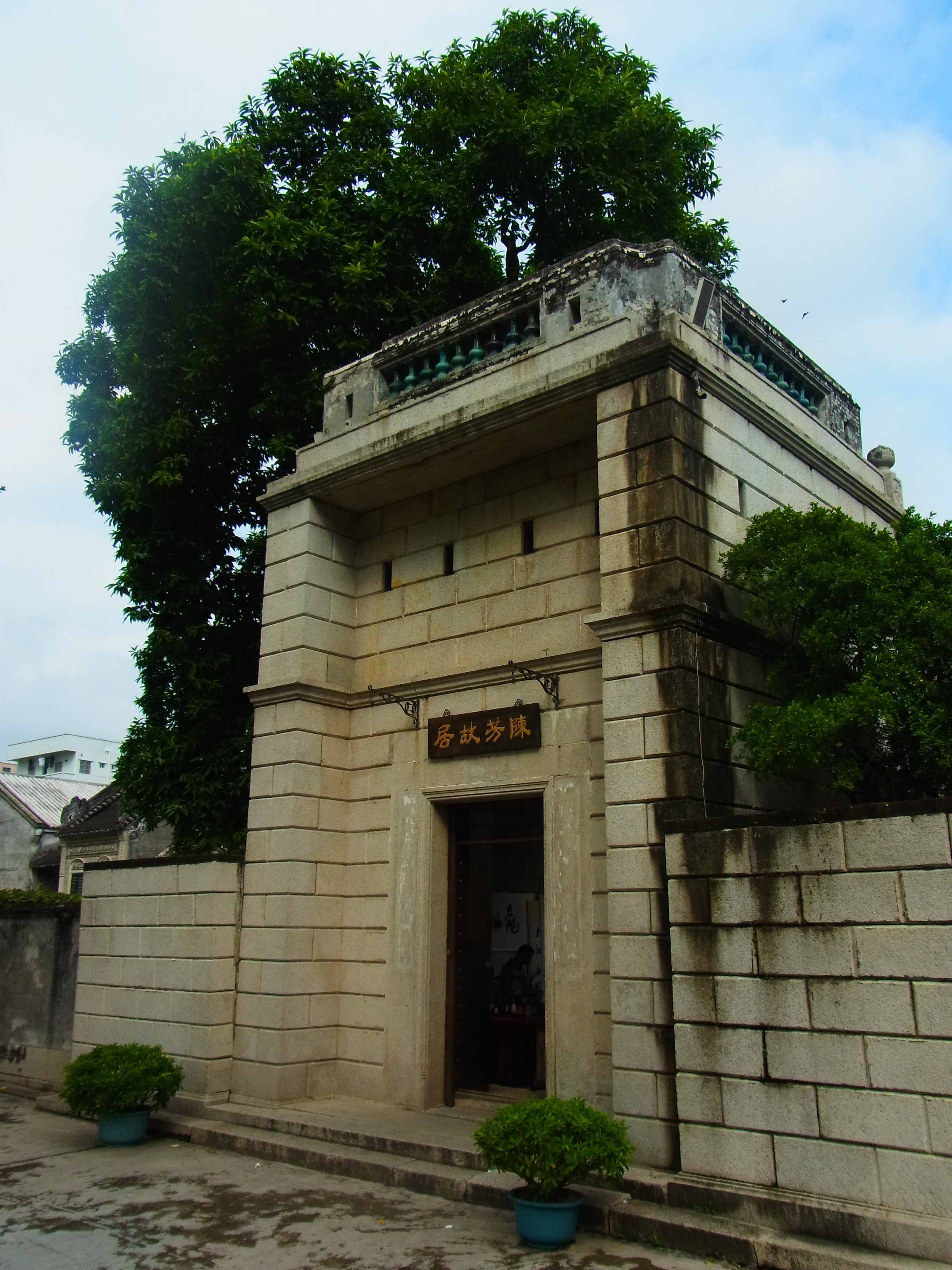
陈芳花园內的陈芳故居

陈芳花园是位于中国广东省珠海市香洲区前山街道的一处园林建筑，始建于光绪十二年(公元1886年)。

## 园林布局
占地面积7．2万平方米的陈芳花园东西长300米，南北宽240米，现存石牌坊三座，以及“胜地位城”碑刻、陈芳家族墓地、六角亭、石桥、莲池、石板路，种有恍椰树、凤凰树、紫荆树以及其他花卉。

园内梅溪石牌坊先后建于清代光绪十二年(公元l886年)和光绪十七年(公元1891年)，是清廷为表彰清朝驻夏威夷第一任商董陈芳(字回芬)及其父母等亲人为家乡多作善举而赐建的。